# Agència de la Natura
L'Agència de la Natura és un organisme de la Generalitat de Catalunya que gestiona les polítiques de biodiversitat.
Va ser aprovada pel Parlament de Catalunya el 17 de juny del 2020 amb un ampli consens després d'una llarga tramitació amb motiu de la covid-19 d'una proposició de llei del 2017 i de les opinions discordants d'alguns consistoris i propietaris.
La seva tasca és oficialment la protecció, la planificació, la gestió, la restauració, la millora i l'estudi del medi natural de Catalunya, tant en l'àmbit continental com marí. El consell de direcció estava format en la seva creació per 19 membres, deu nomenats per la Generalitat representatius dels departaments competents i nou a parts iguals entre el món local, el sector primari i forestal i el sector conservacionista i la ciència.